# Zarudyńce
Zarudyńce (ukr. Зарудинці, Zarudynci) – wieś na Ukrainie, w obwodzie żytomierskim, w rejonie różyńskim. W 2001 roku liczyła 926 mieszkańców.
W pobliżu Zarudyńców i Zorianego odnaleziono ślady osadnictwa kultury czerniachowskiej. Pierwsza wzmianka o miejscowości pochodzi z 1651 roku. W czasach radzieckich we wsi znajdowała się siedziba kołchozu „Komunist”.